# Frottola
Frottola je bila vrsta italijanske renesančne posvetne pesmi in njene uglasbitve. Kot glasbena oblika je doživela svoj razcvet med letoma 1470 in 1530 na področju severne Italije, posebno v Benetkah, Mantovi, Modeni, Padovi in Veroni, ter bila najpomembnejši predhodnik madrigala in villote.
Navadno je frottola tri-, kasneje pa štiriglasna vokalna skladba (najvišji glas je izvajal glavni tematski melodični material, lahko so jo spremljali tudi instrumenti. Kot pesniška oblika (imenovana tudi barzelletta) se je razvila iz ballate 14. stoletja, rima pa ustreza vzorcu trohejskega osmerca. Najpogostejša shema se začenja s štirimi verzi (a-b-b-a), ki predstavljajo riperso (»reprizo«), njej pa sledi strofa (sestavljena iz štirih verzov »mutazione« in dveh ali štirih verzov »volte«) s shemo c-d-c-d-d-a ali c-d-c-d-d-e-e-a, pojavlja pa se tudi več različic frottole. Sicer so se v okviru glasbenega dela pojavljale tudi druge pesniške oblike, kot so oda in strambotto, soneti, terze rime (capitoli) in canzoni.
Navkljub dejstvu, da so bile frottole namenjene aristokraciji in izobraženemu sloju meščanov, so se v njih pojavljali elementi ljudskega pesništva in glasbe. V glasbenem smislu se frottola izogiba kontrapunktični kompleksnosti in se zadržuje v okolju homofonije, v jasnih, ponavljajočih se ritmičnih vzorcih in ozkem melodičnem obsegu. Frottola je bila pomembna za razvoj madrigala, pa tudi drugih kasnejših komponističnih tehnik, predvsem monodije. Silabično péta melodija, ki vedno nastopa kot najvišji glas, je spremljana z akordi - in s tem predstavlja zgodnje zametke funkcijske harmonije, tudi zaradi uporabe kasneje poimenovane avtentične kadence. Tehnika imitacije je redko uporabljena.
O izvajalski praksi je malo znanega. Nekatere notne izdaje takratnega časa vsebujejo parte za več glasov (zbor a capella), z ali brez tabulature za lutnjo, igral jih je lahko le kvartet godalnih instrumentov, preživele so tudi nekatere partiture za instrumente s tipkami.

## Skladatelji
Med skladatelji frottole so:
- Bartolomeo Tromboncino
- Marchetto Cara
- Filippo de Lurano
- Michele Pesenti
- Michele Vicentino
- Giovanni Brocco
- Antonio Caprioli
- Francesco d'Ana
- Lodovico Fogliano
- Giacomo Fogliano
- Erasmus Lapicida

Z izjemama Tromboncina in Care, ki sta bila izjemno popularna, je o ostalih skladateljih le malo znanega, v mnogih primerih se je ohranilo le njihovo ime. Za to je predvsem zaslužen Ottaviano Petrucci, beneški glasbeni založnik, ki je njihova dela v letih 1504-1514 natisnil. Nekaj priljubljenih posvetnih skladb v obliki frottole je skomponiral tudi Josquin des Prez (npr. Scaramella in El Grillo), vendar ne nosijo tega imena.
Frottoli podobne glasbene oblike so bile še canti carnascialeschi (zgodnja oblika villote), laude in canzoni a ballo.